# Passaggio di Anegada

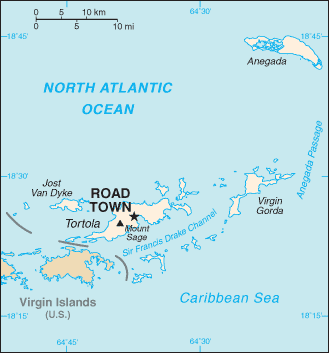
Mappa delle Isole Vergini con l'Anegada Passage sulla destra.

Anegada Passage è uno stretto del Mar dei Caraibi localizzato a 18°20′N 63°40′W. 
Mette in contatto il Mar dei Caraibi con l'Oceano Atlantico e separa le Isole Vergini Britanniche dall'isola di Sombrero di Anguilla.
Il nome dell'Anegada Passage deriva dall'isola di Anegada a nord dello stretto, una delle principali isole delle Isole Vergini Britanniche. 